# Lars Göran Petrov
Lars Göran Petrov (født 17. februar 1972, død 7. marts 2021) var en svensk sanger bedst kendt for sit arbejde med dødsmetal-bandet Entombed. I 1991 blev han tvunget til at forlade Entombed på grund af personlige problemer. Han lagde vokal til Comecons debutalbum Megatrends in Brutality.
I 1993 vendte han tilbage til Entombed og fra 2014 Entombed A.D, og var medlem frem til sin død i 2021. Han har også været sanger og spillet trommer i flere andre bands, bl.a. var han trommeslager i Morbid. Ved siden af sin karriere som musiker arbejdede han for et flyttefirma i Stockholm.